# 昌华街道
昌华街道是中国广州市荔湾区下属的一个街道办事处。位于荔湾区的西部，东起龙津西路、恩宁路，西临珠江边，南接蓬莱路，北达中山八路。辖7个社区居委会。

## 行政区划
昌华街道下辖以下地区：
荔湖社区、如意坊社区、逢庆社区、昌华苑社区、涌边社区、西关大屋社区和泮塘社区。

## 交通

### 地铁
- █广州地铁6号线：如意坊站
- █广州地铁11号线：如意坊站